# Saveh
Saveh (en Persan: ساوه) est une ville de la province de Markazi en Iran. Elle est située à environ 130 km au sud-ouest de Téhéran, à une altitude de 995 mètres. En 2004, la ville avait une population approximative de 194 545 personnes.
Le climat de la ville va du climat modérée au climat chaud.

## Situation
Saveh possède aussi l'un des plus grands sites industriels du pays, la "Shahr Sanati" (littéralement la ville industrielle).
La ville est reliée à Téhéran par une route et depuis 1999 par une autoroute longue de 120 km.

La ville est aussi reliée depuis peu à Ispahan, Qom et Arak par une autoroute, une autre autoroute relie la ville à Hamedan et une rocade est en cours de construction en 2015 .
Le rail est utilisé pour le transport de marchandises dans la ville industrielle de Kaveh (en) situé à 5 km de la ville.
De grands aménagements urbains sont permis dans la ville grâce au revenu généré par la cité industrielle.

## Histoire
Saveh est l'un des sites archéologiques de la période sassanide et durant l'ère parthe elle fut appelée Saavakineh. Elle avait à cette époque l'un des plus importants points de connexion routiers. Au VIIe siècle av. J.-C., c'était l'une des places fortes et bases du royaume des Mèdes.
D'après la tradition iranienne, les Rois Mages qui ont rendu visite à Jésus ont voyagé depuis Saveh, et sont enterrés dans ses ruines. Marco Polo décrivit les tombes des Mages dans son carnet de voyage, Le Livre des merveilles du monde :

« En Perse est la ville de Saba, de laquelle les trois rois mages sont partis [...] et dans cette ville ils sont enterrés, dans trois grands et beaux monuments. Et parmi ceux-là existe un bâtiment carré, magnifiquement conservé. Les corps sont toujours entiers, avec leurs cheveux et leurs barbes. »

La cité et la région de Saveh étaient aussi la résidence d'hiver des monarques seldjoukides et deylamides. Durant le règne des Seldjoukides, la ville atteint son apogée, et devient le centre du pouvoir pour les chefs de la tribu des Saljuqi qui l'appelèrent Atabak. La mosquée du Vendredi ainsi que certains monuments de la ville datent de cette période.
Les Mongols pendant leur première invasion de l'Iran au XIIIe siècle causèrent de grands dommages à la ville. Ainsi on dit que Saveh avait une des plus grandes bibliothèques du Moyen-Orient, jusqu'à ce qu'elle soit détruite par les Mongols. Mais la ville fut reconstruite à nouveau pendant la période des Ilkhanides.
Sous les Timourides et les Aq Qoyunlu, la ville fut sujette à des pillages et à des destructions résultant de la rivalité entre princes. Durant la période des Safavides, Saveh devient un important point d'installation pour des tribus apparentées aux Safavides comme les Qezelbashs et les Shahsavans. La ville recommença à se développer. La fin de la période safavide (invasion afghane de l'Iran) causa néanmoins certains dommages à la ville.

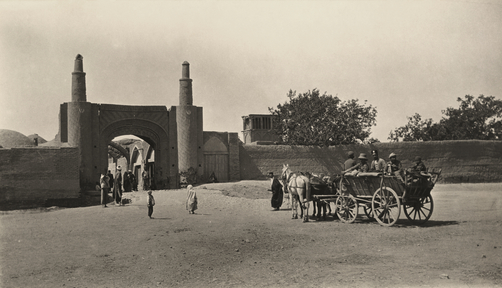
Porte de Saveh dans les années 1920, photographiée par Harold F. Weston

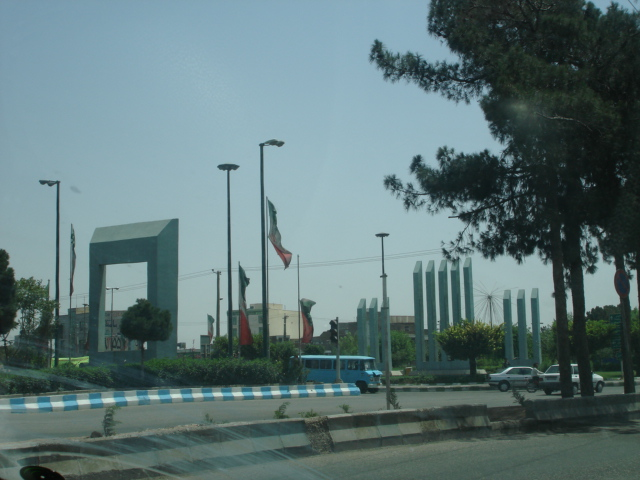
Une rue de Saveh

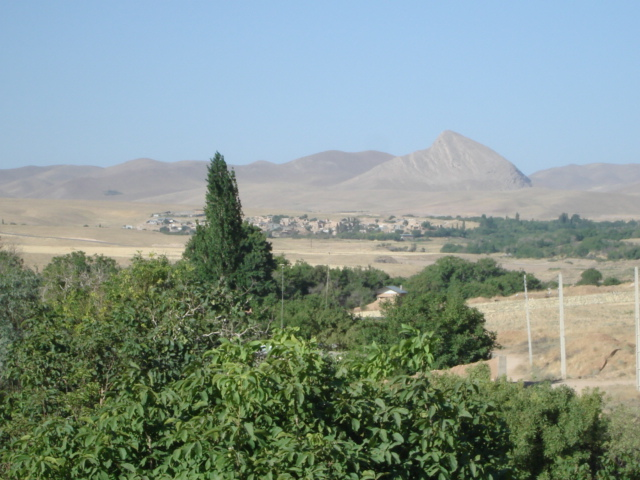
Vue de Vesmaq depuis Vidar, localité des environs de Saveh

Sous le règne de la dynastie Zand des efforts importants furents entrepris pour réhabiliter la ville.

Mais quand Téhéran devient la nouvelle capitale de la Perse, par la décision de Agha Mohammad Shah, Saveh perd de son importance. Et au milieu du XIXe siècle, ses habitants commencent à migrer vers Téhéran.
Quand la Première Guerre mondiale se déclare et que la dynastie Qajar commence à s'effondrer, les forces russes occupent la ville de Saveh et Arak ainsi que les régions proches.
La ville commence à reprendre de l'importance avec la construction de sa cité industrielle, "la Shahr Sanati".
En 2004, Saveh est devenue la deuxième ville de l'histoire de la République Islamique à élire une femme en tant que maire, en la personne de Mehri Roustaie Gherailou.
En Iran, la ville est renommée pour sa production de grenades (un des grands rond-point de la ville est le rond-point des Grenades) ainsi que pour les portes de ses anciennes demeures.

## Sites naturels, historiques, religieux et culturels de la ville
- Ghadir Dame lieu de loisir,
- Grottes d'Aghdash et de Shahpasand

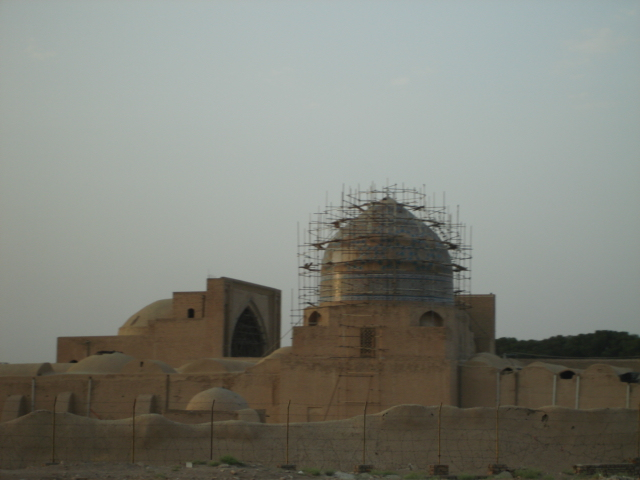
Vue de la mosquée congrégationelle de Saveh

- Fort d'Ardmin, Alvir, et Ismailieh
- Caravansérails de Khamseh-Abad, (période seldjoukide), Pesangan (période safavide), Abdolghafar Khan, Khoshkeh Roud (période Zand), et Gardin (période Qajar),
- Les ponts historiques de Sorkhad et Asgar–Abad (période Qajar).
- L'ancienne région de Korang Sadrabad (période pré–islamique), Abdollah-Abad Kahak, Farghan, et Sousenghin
- Les collines historiques d'Aveh, Alishar, Ghyjleh, Khosrow, Byuk, Joushaghan, Jamshid-Abad, et Abbasloo.
- Lieu de stockage d'eau souterraine de Chahar-Sough, Hadj Mirza Hosseini et de la Grande mosquée (Jame' ou Djameh)
- Moquée Jame’ et Seljuki Maidab (place)
- Imamzadehs de Seyed Haroun, Seyed Abou Reza, Seyed Eshagh, Sultan, Fazl va Mousa, Shahzadeh Ismail, Abdollah Ujan et mausolée de Bibi Sharaf Khatoun.

## Annexe